# Văn Thành Công chúa
Văn Thành công chúa (chữ Hán: 文成公主, 628-680 ), được người Tạng biết tới như là Gyamoza (chữ Tạng: རྒྱ་མོ་བཟའ་), Hán ngữ là Hán Nữ thị (漢女氏) hoặc Giáp Mộc Tát Hán công chúa (甲木薩漢公主; tức "Người vợ công chúa Trung Hoa"), là một hòa thân công chúa nhà Đường, bà đã kết hôn với Songtsen Gampo, Tán Phổ đầu tiên của Đế quốc Thổ Phồn, qua đó thiết lập nền hòa bình giữa hai quốc gia trong thời gian Songtsen Gampo trị vì.
Bên cạnh Songtsen Gampo và một người vợ khác của ông là công chúa Nepal Bhrikuti Devi, Văn Thành công chúa được xem là một trong những người đã mang Phật giáo tới Tạng . Ngoài ra, bà cũng được xem như là một hóa thân của Đa La Bồ Tát. Dù có vai trò quan trọng với cả văn hóa Tạng và Trung Hoa, hình tượng Văn Thành công chúa đang dần bị biến thành một công cụ chính trị trong chiến dịch Hán hóa Tây Tạng của Trung Quốc.

## Thân thế
Không ai biết cha mẹ bà là ai, tên của bà là gì, "Văn Thành" không phải tên thật mà là phong hiệu khi bà được thụ phong tước hiệu Công chúa. Cho đến nay, thân thế của Văn Thành công chúa vẫn chưa được làm rõ, đại khái chỉ biết bà là người trong hoàng tộc họ Lý của nhà Đường, không phải con gái của Đường Thái Tông Lý Thế Dân mà là con gái của một Thân vương nào đó. Đây cũng là điều phổ biến trong lịch sử nhà Đường, nhiều người chỉ là con gái hàng Tông thất, không phải Hoàng nữ nhưng vì lý do hòa thân mà được phong tước hiệu Công chúa để gả đi. Trường hợp tương tự với Văn Thành còn có Nghi Phương công chúa, hoặc xa hơn là Lưu Tế Quân thời Hán.
Theo Cựu Đường thư, Văn Thành công chúa có thể là con của Giang Hạ vương Lý Đạo Tông, cháu nội của Lý Hổ, thuộc dòng dõi của Đường Cao Tổ Lý Uyên. Căn cứ sách Cựu Đường thư, phần "Thổ Phồn truyện thượng" chép lại:「"Lệnh Lễ bộ Thượng thư Giang Hạ vương Đạo Tông trì tiết tống Văn Thành công chúa vu Thổ Phồn…… Kiến Đạo Tông, tẫn tử tế chi lễ kỳ cung"」. Trong đó, 4 chữ ["Tử tế chi lễ"] có nghĩa "Dùng lễ con rể", cho thấy Tán phổ đã dùng tư cách con rể để đãi Lý Đạo Tông, do đó học giả Vương Nghiêu (王尧) nhận định khả năng cao Lý Đạo Tông là cha ruột của Văn Thành công chúa.

## Hôn nhân
Năm 634, ứng với năm thứ 8 niên hiệu Trinh Quán của Đường Thái Tông, Tán phổ của Thổ Phồn là Songtsen Gampo biết tin cả Göktürk và Thổ Dục Hồn đều kết hôn với các công chúa nhà Đường, nên phái người sang sứ Trung Hoa cầu hôn ước . Quốc lực của Thổ Phồn vào lúc bấy giờ chưa được coi trọng, nên đề nghị của này Songtsen Gampo bị Đường Thái Tông từ chối ngay lập tức. Khi ấy vua Thổ Dục Hồn là Nặc Hạt Bát cũng tới Trung Hoa triều kiến, sứ thần Thổ Phồn trở về báo với Songtsen Gampo rằng Vua Thổ Dục Hồn ở giữa gây khó dễ, khiến triều Đường cự tuyệt hôn ước.
Đến năm Trinh Quán thứ 12 (638), Songtsen Gampo cùng Tượng Hùng xuất quân tiến đánh Thổ Dục Hồn. Thổ Dục Hồn không thể chống cự, phải rút về phía bắc hồ Thanh Hải, khu vực thảo nguyên phía nam bị Thổ Phồn chiếm đóng. Khi đó, Songtsen Gampo lại tấn công đất của người Đảng Hạng, kế đó kéo quân tới Tùng Châu (nay là Tùng Phan, Tứ Xuyên) . Đô đốc Tùng Châu xuất quân nghênh chiến nhưng nhanh chóng bị đánh bại. Thứ sử hai châu Khoát, Nặc (phía bắc Tùng Phan) cùng nhiều bộ tộc người Khương quy hàng Thổ Phồn. Đường Thái Tông lại phái Lại bộ Thượng thư Hầu Quân Tập đem quân ra đánh. Ngưu Tiến Đạt đi tiên phong, nhân khi ban đêm tấn công, giết hơn ngàn người, ép lui quân quân Phồn. Chinh chiến đã lâu, nhiều người thỉnh cầu bãi binh nhưng Songtsen Gampo khước từ, đến khi tám đại thần đe dọa tự sát ông mới đồng ý , quân Thổ Phồn cũng rút khỏi các vùng chiếm đóng tại Thổ Dục Hồn và Đảng Hạng. Songtsen Gampo sai Gar Tongsten tới Trường An tạ tội nhân cầu hôn ước, và lần này đã được chấp thuận . Các tài liệu lịch sử tại Tạng lại ghi rằng quân đội Thổ Phồn đã đánh bại quân đội Trung Hoa và Hoàng đế nhà Đường bị ép buộc phải gả công chúa bằng vũ lực.
Năm 641 công nguyên, ứng với niên hiệu Trinh Quán thứ 15, lệnh cho Giang Hạ vương Lý Đạo Tông hộ tống Văn Thành công chúa tới Thổ Phồn, còn Tán phổ Songtsen Gampo từ Lhasa tới khu vực Thanh Hải nghênh đón. Tại Thổ Phồn, Văn Thành công chúa được biết đến như là 「Gyamoza」, có nghĩa là "Người vợ đến từ Trung Hoa".  Theo nghiên cứu trong văn bản khoa học Đôn hoàng bổn Thổ Phồn lịch sử văn thư tăng đính bản của nhà Tạng học Vương Nghiêu năm 1992, Văn Thành công chúa khi cưới cho Songtsen Gampo thì được ban danh hiệu 「"Btsan Mo"」, chữ Hán Tán Mông (赞蒙), hoặc Chu Mông (朱蒙) đều là danh hiệu cao cấp của một người vợ của Tán phổ Thổ Phồn, chỉ dưới Hoàng hậu. Bởi vì tài liệu Trung Quốc của các triều đại đều xem các quốc gia là "Vương", không ai vượt qua Thiên tử là Hoàng đế, nên "Hoàng hậu Thổ Phồn" lại được hiểu là Vương hậu. Trong khi Vương Nghiêu liệt hàng "Btasan Mo" chỉ thứ cận Vương hậu, thì bản thư tịch Tạng đã được dịch chữ Hán có tên Hiền giả Hỉ yến (賢者喜宴; A Scholar's Feast) lại liệt Văn Thành công chúa làm Vương hậu. Trước mắt vấn đề sự tồn tại của Xích Tôn công chúa Bhrikuti Devi vẫn còn là một dấu chấm hỏi, thậm chí tài liệu Tạng học như "Tibetan Exiles" của John Powers cũng có nghi vấn về vị "Xích Tôn công chúa" này, thì Văn Thành công chúa là người vợ cả của Songtsen Gampo, hoặc ít nhất xét trong hoàng gia Thổ Phồn thì là 「"Địa vị rất cao"」, điều này còn được thể hiện ở việc sau khi qua thời thì bà được hưởng tế lễ. Trong sách Cựu Đường thư, có chép việc Văn Thành công chúa không thích tục 「"Giả diện"; 赭面」 của người Tạng nên Songtsen Gampo đã cho hủy đi, ngoài ra Văn Thành còn khiến Songtsen Gampo quyết định cử con em đi Trường An học tập, học các loại như Kinh Thi và Kinh Thư. Tục lệ "Giả diện" này là một truyền thống của người Tạng vùng cao, lấy một dạng hợp chất lỏng có màu đỏ để trét lên mặt, là một đặc trưng của người Tạng. Thế nhưng, căn cứ khai quật mộ phần thì đây là quốc tục của người Tạng và không có dấu hiệu đứt gãy hoặc hủy bỏ. Bên cạnh đó, dùng son phấn làm đỏ mặt ngược lại được lưu truyền vào Trung Nguyên, trở thành một đặc trưng trang điểm của triều Đường từ thời Võ Tắc Thiên trở đi. Theo cuốn Thổ Phồn vương triều Thế tập minh giám (吐蕃王朝世袭明鉴), Đường Thái Tông còn trao tặng Songtsen Gampo một bức tượng Phật Thích Ca Mầu Ni bằng vàng, rất nhiều của cải quý báu, có cả 360 quyển kinh thư cùng rất nhiều nhân sự như Y sinh, Dược sĩ và Công nhân kỹ sư, toàn bộ được thuật lại là của hồi môn mà Thái Tông dành cho Văn Thành công chúa. Tuy nhiên cuốn sách này chỉ đơn giản là tổng hợp đủ loại truyền thuyết, độ đáng tin còn chờ một bước khảo nghiệm.
Vào năm 649, là năm Thái Tông qua đời, Đường Cao Tông kế vị, nhà Đường phong cho Songtsen Gampo làm Phò mã Đô úy, tước hiệu là Tây Hải Quận vương (西海郡王). Năm đầu Vĩnh Huy triều Đường Cao Tông (giao thoa 649 đến 650), Songtsen Gampo qua đời. Trong cuộc hôn nhân gần 10 năm, Văn Thành công chúa cùng Songtsen Gampo không có con. Và trong 30 năm tiếp sau đó, bà dẫu đã trở thành góa phụ nhưng vẫn được người dân Thổ Phồn kính trọng. Năm đầu Vĩnh Long (680), Văn Thành công chúa mắc bệnh và mất tại Lhasa. Căn cứ Vu điền giáo pháp sử (于闐教法史) trong nghiên cứu của Vương Nghiêu, Văn Thành được dân chúng Thổ Phồn làm lễ hạ táng theo đúng quy cách, nhà Đường cũng phái quan đến hiến tế.

## Ảnh hưởng

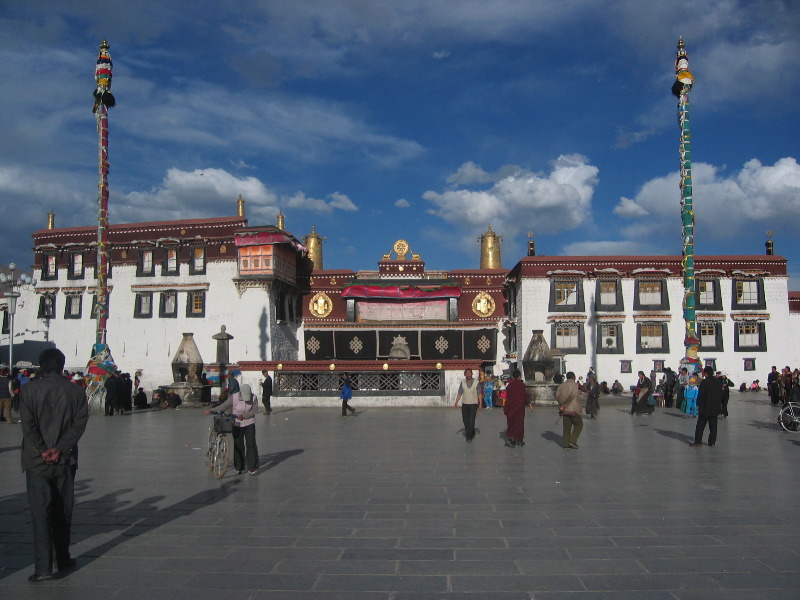
Chùa Đại Chiêu (Jokhang).

Cùng với Songtsen Gampo và một người vợ khác của ông là công chúa Nepal Bhrikuti Devi, Văn Thành công chúa được xem như là một trong những người đầu tiên đã đem Phật giáo tới với người Tạng. Tán phổ Songtsen Gampo đã cho xây dựng Jokhang (chùa Đại Chiêu) làm nơi đặt và thờ phụng tượng Phật Thích Ca mà Văn Thành công chúa đã mang tới Thổ Phồn, bản thân công chúa tương truyền cũng cho xây chùa Tiểu Chiêu và nhiều công trình Phật giáo khác, bao gồm chùa Tradruk tại Nêdong. Bắt đầu từ thế kỷ thứ 11, Songtsen Gampo được nhìn nhận như là một Pháp Luân Thánh Vương, luân hồi của Quán Thế Âm Bồ Tát trong văn học Phật giáo , hai người vợ của ông đều được xem là hóa thân của Đa La Bồ Tát . Người Tạng xem Bhrikuti như hóa thân của Lục Độ Mẫu còn Văn Thành công chúa được xem như hóa thân của Bạch Độ Mẫu.
Hiện nay, có rất nhiều nguồn sử liệu Trung Hoa nhận định rằng Văn Thành công chúa là người có vai trò văn hóa lớn, là cầu nối vững mạnh giữa Tạng và Trung Hoa khi đã đưa văn hóa Trung Hoa tới Thổ Phồn, ngoài ra người ta cũng công nhận những ảnh hưởng mang tính 「"Hán hóa"」 của bà trên đất Tạng, như việc ảnh hưởng vô hình khiến Songtsen Gampo cho con cháu quý tộc tới Trường An học tập thi thư, kết giao mạnh mẽ với nhà Đường.

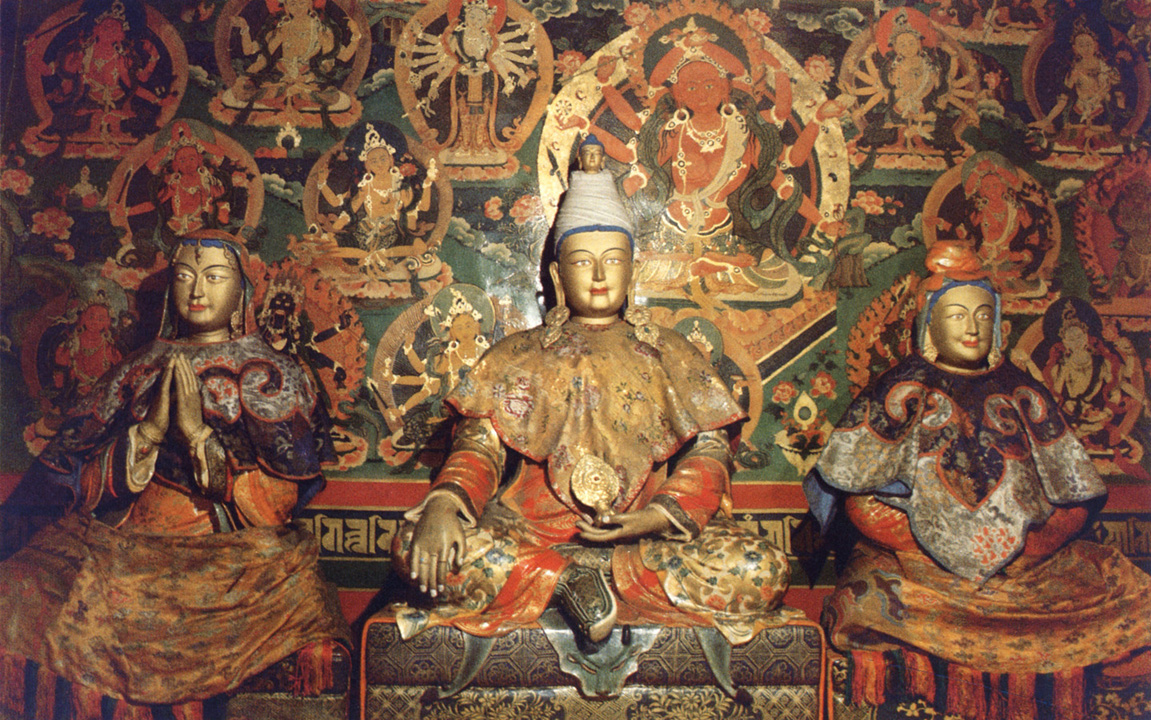
Songtsen Gampo (giữa), Bhrikuti Devi (trái) và Văn Thành công chúa (phải).

Bản thân Văn Thành công chúa không có con, nhưng vua Thổ Phồn vì nhiều lý do mà thường tự xưng là hậu duệ của bà, xem thế hệ Tán phổ từ thời Songtsen Gampo là 「"Ngoại gia"」 của hoàng tộc họ Lý. Sách Cựu Đường thư có ghi lại bức thư sứ thần đi sứ Thổ Phồn sau khi gặp Kim Thành công chúa như sau:
- 「"Ngoại sanh thị Tiên Hoàng đế Cữu túc thân, hựu mông hàng Kim Thành công chúa, toại hòa đồng vi Nhất gia, thiên hạ bách tính, phổ giai an lạc"; 外甥是先皇帝舅宿親，又蒙降金城公主，遂和同為一家，天下百姓，普皆安樂。」[23].

Không bàn đến đây là chủ ý của triều đình nhà Đường, hay là một cách ngoại giao mềm dẻo từ phía Thổ Phồn, sự ảnh hưởng của Văn Thành công chúa lên Tây Tạng đã rất sâu rộng, đến nỗi có thể khiến cả hai phía nhà Đường lẫn Thổ Phồn lợi dụng để đạt được mục đích chính trị của mình. Nhà thơ thời Đường là Trần Đào (陈陶) trong bài "Lũng Tây hành" (陇西行) của mình có bình luận:「"Tự tòng Quý chủ hòa thân hậu, nhất bán Hồ phong tự Hán gia"」, đây được cho là câu ám chỉ mà Trần Đào nói về việc hòa thân giữa triều Đường với Thổ Phồn.
Mang theo vấn đề chính trị, câu chuyện về Văn Thành công chúa gả cho Thổ Phồn có rất nhiều điển tích, một điển tích được biết đến nhiều nhất là Lục thí hôn sử (六试婚使), hoặc Lục nan hôn sử (六难婚使), tức "Sáu lần thi để cưới", một truyền thuyết được cho là bắt nguồn từ văn hóa Hán.
Theo truyền thuyết ấy, sứ giả của Songtsen Gampo là Lộc Đông Tán vượt qua 6 thử thách (hoặc 5 thử thách) do Đường Thái Tông đặt ra để hỏi cưới Công chúa cho Tán phổ. Truyền thuyết nói rằng, khi ấy ở Trường An có tới 5 vị sứ giả của 5 quốc gia, họ đều mang theo những lễ vật quý báu, muốn đón Công chúa triều Đường về làm dâu nước mình. Đường Thái Tông quyết định đưa ra mấy cuộc thi giữa các sứ thần xem ai thông minh nhất rồi sẽ quyết định. Có 6 phần thi là:
1. Luồn sợi dây tơ qua viên ngọc "Cửu khúc minh châu";
2. Phân biệt một đàn ngựa gồm một trăm con ngựa mẹ và một trăm con ngựa con;
3. Trong một ngày uống 100 vò rượu, ăn 100 con dê (một số bản bị lược bỏ);
4. Giao cho nhóm sứ thần 100 đoạn cây tùng, phân biệt rễ và ngọn (một số bản bị lược bỏ);
5. Ban đêm ra vào hoàng cung không lạc đường;
6. Phân biệt trong nhóm Sĩ nữ rằng ai là Công chúa;

Trải qua các phần thi, Lộc Đông Tán thắng lợi và thành công đưa Văn Thành công chúa về Tây Tạng. Lại có truyền thuyết, Văn Thành công chúa trải qua đường đi khó khăn, giữa đường nhớ lời mẹ nhìn vào chiếc Kính được gọi là "Nhật Nguyệt bảo kính" (日月宝镜), hi vọng có thể như mẹ nói mà trông thấy được mẹ, nhưng thứ Văn Thành thấy được lại là khuôn mặt tiều tụy của chính mình. Tức giận, Văn Thành công chúa quăng chiếc kính xuống đất, từ chỗ ấy độn lên một ngọn núi mà ngày nay là núi Nhật Nguyệt (日月山; Riyue Mountain), một ngọn núi mà ngày nay ở Hoàng Nguyên, thành phố Tây Ninh, tỉnh Thanh Hải. Những truyền thuyết này đều đem câu chuyện Văn Thành công chúa là tác nhân cho một sự kiện nào đó tại vùng đất Tây Tạng, cho thấy quá trình lưu truyền và mài giũa của văn hóa Hán đi theo cuộc hôn nhân của bà vào đất Tây Tạng.